# Hieracium leucophaeum
Hieracium leucophaeum là một loài thực vật có hoa trong họ Cúc. Loài này được Gren. & Godr. mô tả khoa học đầu tiên năm 1850.